# Ilija Mitić
Pour les articles homonymes, voir MITIC.
Ilija Mitić, né le 19 juillet 1940 à Belgrade (Yougoslavie) et mort le 2 septembre 2023 est un joueur de football yougoslave, naturalisé américain.
Il est un des meilleurs joueurs de l'histoire de la North American Soccer League, avec 239 points (dont 101 buts) en 166 matchs.

## Biographie
Mitić débute comme attaquant au Partizan Belgrade, avec lequel il remporte le championnat de Yougoslavie en 1961, 1962 et 1963. Il est à ses débuts appelé à huit reprises en sélection nationale espoirs, et deux fois en sélection des moins de 23 ans. En 1963, il est transféré au FK Bor, puis en 1965 à l'OFK Belgrade. Il y remporte en 1966 la Coupe de Yougoslavie.
En 1967, l'année de ses 27 ans, Mitić peut partir à l'étranger. Il signe aux Oakland Clippers dans la toute nouvelle National Professional Soccer League. Il remporte la compétition et se trouve nommé dans l'équipe-type en fin de saison. En fin d'année la NPSL fusionne avec la United Soccer Association pour former la NASL. Bien que son équipe ait été éliminée après avoir terminée 2e de la Pacific Division, il est le 3e meilleur buteur du championnat. Après la faillite des Clippers, il rejoint Dallas Tornado en 1969, dans un championnat qui ne compte plus que cinq équipes. En fin d'année, il est nommé dans l'équipe-type du championnat pour la troisième fois consécutive.
En novembre 1969, Mitić revient en Europe. Il signe à l'Olympique de Marseille, où il joue six matchs en Division 1, et marque un but contre le SEC Bastia. Il est alors devenu milieu de terrain. La saison suivante, il part aux Pays-Bas, à Holland Sport puis à Den Bosch en 1971, dont il est meilleur buteur la première année.
En 1973, il repart aux États-Unis et retrouve le club de Dallas Tornado. Mitić apparaît encore dans le NASL Best XI en 1973 et 1974. Naturalisé, il joue un match amical avec la sélection américaine contre la Pologne, le 10 octobre 1973.
De 1975 à 1978, il joue pour les San Jose Earthquakes, toujours en NASL.

## Statistiques
En NASL, il dispute 175 matches, pour 106 buts et 38 passes décisives (250 points) en saison régulière, dont 9 matchs de play-offs, pour 5 buts et 1 passe. Il fait à ce titre partie des meilleurs buteurs de l'histoire de la NASL.